# Zimtfarbener Weichporling
Der Zimtfarbene Weichporling (Hapalopilus rutilans, Syn. Hapalopilus nidulans) ist eine Art aus der Familie der Zystidenrindenschwammverwandten (Phanerochaetaceae). Er wächst in Deutschland bevorzugt an Totholz von Eichen und Haseln und bildet gerne in luftiger Höhe ocker- bis zimtbraune Fruchtkörper aus. Der Pilz ist giftig (Polyporsäure-Syndrom).

## Merkmale

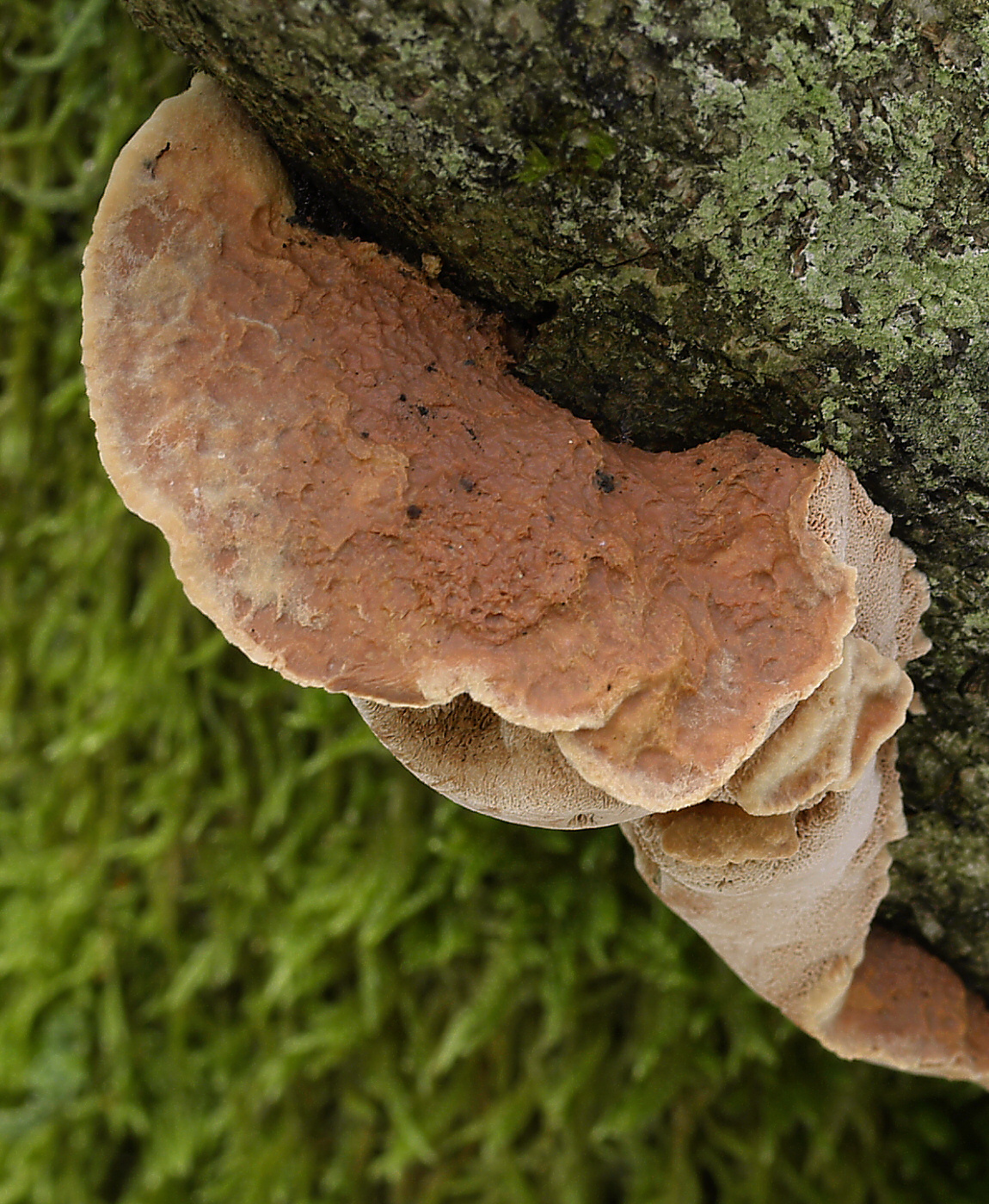
Verkahlte Oberseite eines Fruchtkörpers

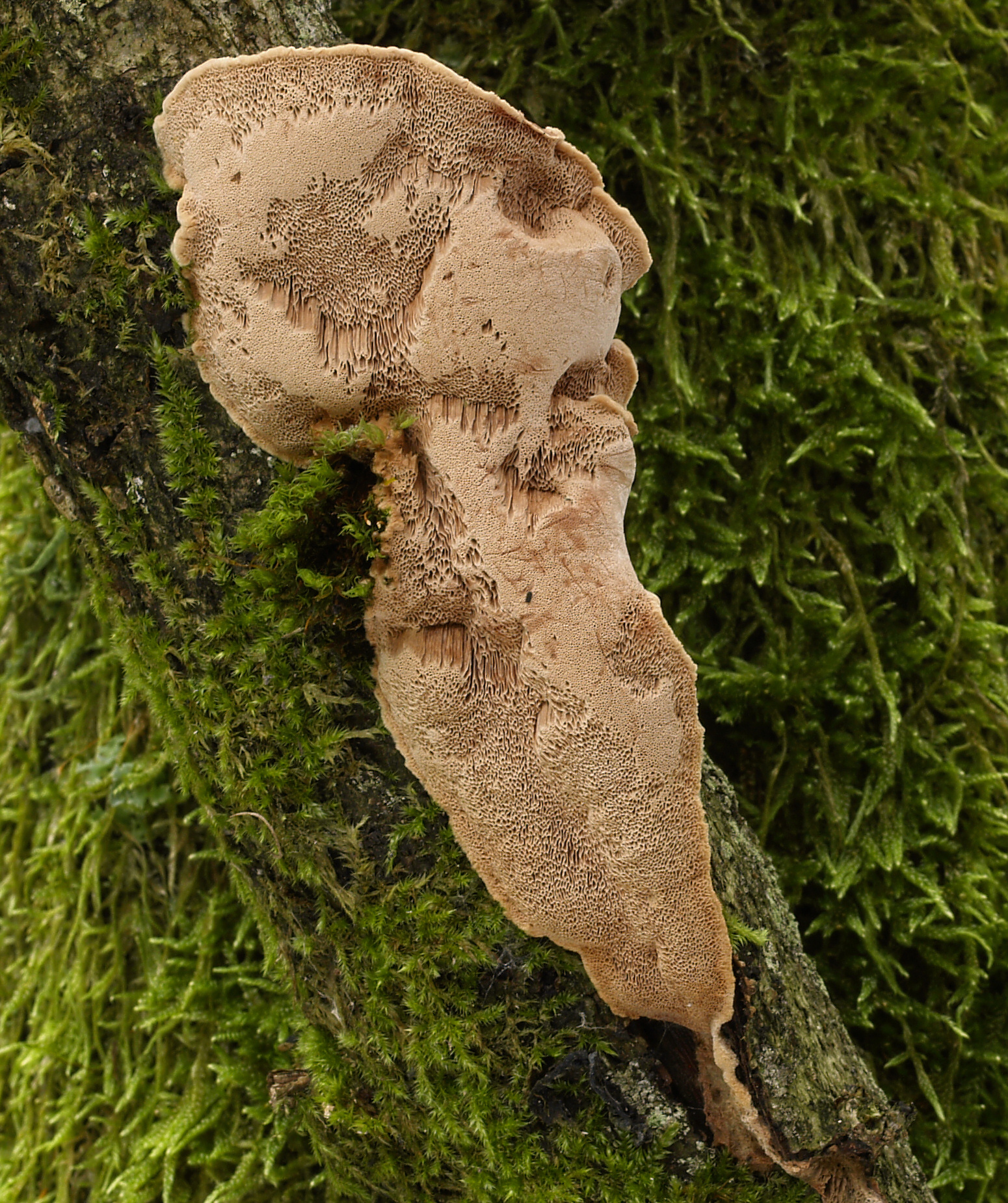
Unterseite eines Fruchtkörpers mit den Poren

### Makroskopische Merkmale
Die einjährigen Fruchtkörper sind konsolen- oder muschelförmig, scharf- und ganzrandig, selten völlig flach am Substrat anliegend und wachsen reihig oder dachziegelig übereinander. Sie stehen 2 bis 5 cm vom Holz ab, werden 3 bis 12 maximal 18 cm breit und an der Basis bis zu 4 cm dick. Der Querschnitt ist häufig dreieckig. Frisch ist die Trama weich und wässrig, bei Trockenheit blasst sie aus, wird sehr leicht und hat eine faserig-korkige, etwas brüchige Konsistenz. Die zunächst fein flaumige bis raue Oberseite verkahlt bald und zeigt meist keine oder manchmal einige breite, schwach gefurchte Zonen, wobei die inneren für gewöhnlich glatter als die äußeren ausfallen. Die Oberseite ist von keiner Kruste bedeckt. Auf der Unterseite befinden sich pro Millimeter 2 bis 4 eckige und dünnwandige Röhren. Die Schicht kann bis zu 10 mm dick werden und erscheint aufgrund der baumwollartigen und sterilen Hyphen ocker bis weißlich. Die übrigen Teile des Fruchtkörpers sind gelb bis zimtbraun gefärbt, die Oberseite ist meist dunkler. Die Porenoberfläche größerer Fruchtkörper besitzt häufig große Risse.
Mit Laugen (NaOH, KOH, NH4OH) reagieren alle Teile des Fruchtkörpers violett, auch Trockenmaterial. Über den entstehenden Farbstoff, der bereits 1877 von C. Stahlschmidt beschrieben wurde, berichtete F. Kögl in der Zeitschrift für Pilzkunde (1926). Er kristallisierte aus 1,5 g des Pilzes ganze 0,269 g violette Polyporsäure, ein Diphenyldioxy-chinon.

### Mikroskopische Merkmale
Das Hyphensystem des Zimtfarbenen Weichporlings ist monomitisch. Die generativen Hyphen sind farblos und haben Schnallen. In der Trama sind sie groß, bis zu 10 µm breit, deutlich dickwandig und reich verzweigt. Die Hyphen sind überwiegend glatt, aber auch teilweise mit unförmigen Substanzen gemischt mit vieleckigen, hellpink bis bräunlich gefärbten Kristallen aufgelagert. Dagegen fallen die Trama- und subhymenialen Hyphen glatter und schmaler, bis zu 6 µm im Durchmesser aus. Zystiden sind keine vorhanden. Es können jedoch spindelige Zystidiolen auftreten. Sie sind 18 bis 22 µm lang, 4 bis 5 µm breit und besitzen Basalschnallen. Die keulenförmigen Basidien haben ebenfalls Schnallen an der Basis und messen 18 bis 22 µm in der Länge und 4 bis 5 µm in der Breite. Pro Basidie reifen 4 Sporen heran. Sie sind elliptisch bis zylindrisch geformt, farblos, dünnwandig und glatt. Ihre Größe beträgt 3,5 bis 5 auf 2 bis 2,5 maximal 3 µm. Die Jod-Farbreaktion in Melzers Reagenz ist negativ.

## Ökologie
Der Zimtfarbene Weichporling wächst an totem Laubholz wie Ahorn, Apfelbaum, Birke, Buche, Eberesche, Eiche, Erle, Esche, Hainbuche, Hasel, Holunder, Linde, Prunus-Arten, Robinie, Rosskastanie und Weide. Selten besiedelt der Pilz Nadelholz wie Tanne, Fichte und Kiefer. In Nordeuropa ist die Art vor allem an Hasel und Eberesche anzutreffen, in Mitteleuropa kommt sie überwiegend auf Eiche vor. Als Hauptwirte haben sich in Baden-Württemberg Buche, Fichte, Hasel und Weißtanne herausgestellt. In Bayern liegt die Präferenz bei Eiche und Hasel. Doch es ist fraglich, ob die bayerischen Weißtannenbestände ausreichend intensiv untersucht wurden, um diesbezüglich ein repräsentatives Ergebnis zu erzielen.
Die Fruchtkörper sporulieren vom Ende des Hochsommers bis ins nächste Frühjahr hinein. Bei einer Luftfeuchte von unter 40 Prozent und niedrigeren Temperaturen geht die Sporenproduktion zurück.

## Verbreitung
Der Zimtfarbene Weichporling ist meridional bis boreal in der Holarktis verbreitet. In Asien sind Funde aus China, dem Iran, Japan, Kamtschatka, dem Kaukasus und Sibirien bekannt. In Nordamerika existieren Nachweise aus Kanada und den Vereinigten Staaten. Auch in Nordafrika und den Gebirgsregionen Zentral- und Südafrikas kommt der Pilz vor. In Europa wurden aus fast allen Staaten Funde berichtet, lediglich in Irland scheint die Art zu fehlen. Nordwärts ist der Porling bis zu den Hebriden und Skandinavien verbreitet, in Norwegen reicht das Vorkommen bis zum 70. Breitengrad. In Deutschland erstrecken sich die Fundmeldungen von der dänischen Grenze und den friesischen Inseln bis ins Voralpenland. Der Zimtfarbene Weichporling ist insgesamt weit, aber unterschiedlich dicht verbreitet. Nur in höheren Berglagen und subkontinental beeinflussten Nadelwaldregionen ist der Pilz selten anzutreffen.

## Bedeutung

### Polyporsäure-Syndrom
Der Zimtfarbene Weichporling ist giftig. Die in den Fruchtkörpern enthaltene Polyporsäure führt nach einer Latenzzeit von 12 Stunden zu zentralnervösen Störungen, Sehstörungen und Erbrechen. Ein markantes Symptom nach dem Verzehr ist das Ausscheiden von violett verfärbtem Urin. Bis dato wurde eine einzige Kollektiv-Vergiftung mit drei Personen bekannt und dokumentiert.

## Taxonomie und Systematik
Die Art wurde als Boletus rutilans 1798 durch Christian Hendrik Persoon  in Icones et Descriptiones Fungorum Minus Cognitorum erstbeschrieben. Sie wurde unter dem synonymen Namen Polyporus nidulans, beschrieben von dem schwedischen Mykologen Elias Magnus Fries 1881, von Petter Adolf Karsten in die neu beschriebene Gattung Hapalopilus transferiert. Durch nachträgliche Festlegung durch William Alphonso Murrill ist sie Typspezies der Gattung. Über den korrekten Namen dieser Art bestand lange keine Einigkeit, zahlreiche Mykologen betrachteten Hapalopilus nidulans als den gültigen Namen. Dies wurde später geändert, da Persoons Name älter ist und damit Priorität hat. Beide Erstbeschreibungen sind vage und missverständlich, Typusmaterial ist nicht erhalten. Daher wurde 2016 für beide Namen ein Neotypus festgelegt.
Die Gattung Hapalopilus umfasste in traditioneller Umschreibung eine Gruppe weicher, meist kräftige gefärbter Porlinge mit monomitischem Hyphensystem und Schnallenbildung der generativen Hyphen und kräftiger Verfärbung der Trama mit Kalilauge. Zeitweise wurden ihr mehr als 30 Arten zugeschrieben, sie erwies sich aber nach genetischen Untersuchungen in dieser Form als nicht monophyletisch. Die Gattung wurde in revidierter Umschreibung beibehalten und von der Familie Polyporaceae zu den Phanerochaetaceae transferiert. In neuer Umschreibung umfasst sie etwa vier bis fünf Arten, von denen drei in Europa vorkommen. Die beiden anderen Arten werden nur selten gefunden, sind aber vermutlich weit verbreitet.